# 瓦胡 (內布拉斯加州)
瓦胡是一個位於美國內布拉斯加州桑德斯縣的城市。根據2010年美國人口普查，該地共人口4508人，而該地的面積約為7.56平方千米。同時該地也是桑德斯縣的縣治。

## 地理
瓦胡的座標為41°13′00″N 96°37′00″W / 41.21667°N 96.61667°W，而該地的平均海拔高度為369米（即1211英尺）。